# Додхудоев, Назаршо
Назаршо Додхудоев (7 декабря (20 декабря) 1915, кишлак Дерзуд, Бухарский эмират, Российская империя — 30 июня 2000, Душанбе, Таджикистан) — советский таджикский государственный деятель, председатель Президиума Верховного Совета Таджикской ССР (1950—1956), председатель Совета Министров Таджикской ССР (1956—1961).

## Биография
Родился в дехканской семье.
В 1930—1933 гг. учился в педагогическом техникуме. Окончил Хорогскую совпартшколу (1934), Высшую школу детского коммунистического движения при ЦК ВЛКСМ (1937).
С 1934 г. — сотрудник газеты «Красный Бадахшан».
С 1935 г. — на комсомольской работе:
- 1935—1936 гг. — заведующий пионерским отделом Горно-Бадахшанского областного комитета ЛКСМ Таджикистана,
- 1936—1937 гг. — курсант Высшей школы детского коммунистического движения при ЦК ВЛКСМ,
- 1937—1938 гг. — первый секретарь Оби-Гармского районного комитета ЛКСМ Таджикистана,
- 1938—1940 гг. — заведующий отделом в газете «Васияти Ленин» («Завет Ленина»),
- 1940—1941 гг. — слушатель школы милиции в Сталинабаде,
- 1941 г. — сотрудник НКВД Таджикской ССР,
- 1941—1942 гг. — помощник уполномоченного секретно-политического отдела НКВД Таджикистана,
- 1942—1943 гг. — оперуполномоченный,
- 1943—1945 гг. — начальник Варзобского РОВД НКВД,
- 1945—1947 гг. — заместитель начальника,
- 1947—1948 гг. — начальник Горно-Бадахшанского областного УНКВД,
- 1948—1950 гг. — председатель исполнительного комитета Горно-Бадахшанской автономной области,
- 1950—1956 гг. — председатель Президиума Верховного Совета Таджикской ССР, одновременно, в 1950—1958 гг. — заместитель председателя Президиума Верховного Совета СССР.

В 1956—1961 гг. — председатель Совета Министров и одновременно министр иностранных дел Таджикской ССР. На пленуме ЦК КПСС вместе с первым секретарем ЦК КПТ Т. Ульджабаевым за выявленный инспекцией ЦК КПСС обман партии и государства, организацию массовых приписок при заготовках хлопка снят с должности Председателя Совета Министров Таджикской ССР и исключён из КПСС. 12 апреля 1961 года был снят со всех постов и исключен из партии.
Член ВКП(б) — КПСС в 1941—1961 гг. Депутат Верховного Совета СССР 3-5 созывов. 7 августа 1961 года лишён полномочий депутата.

## Награды и звания
Награждён тремя орденами Ленина, почетными Грамотами Верховного Совета Таджикской ССР и орденом «Дружбы» (посмертно).